# Katalogisierung

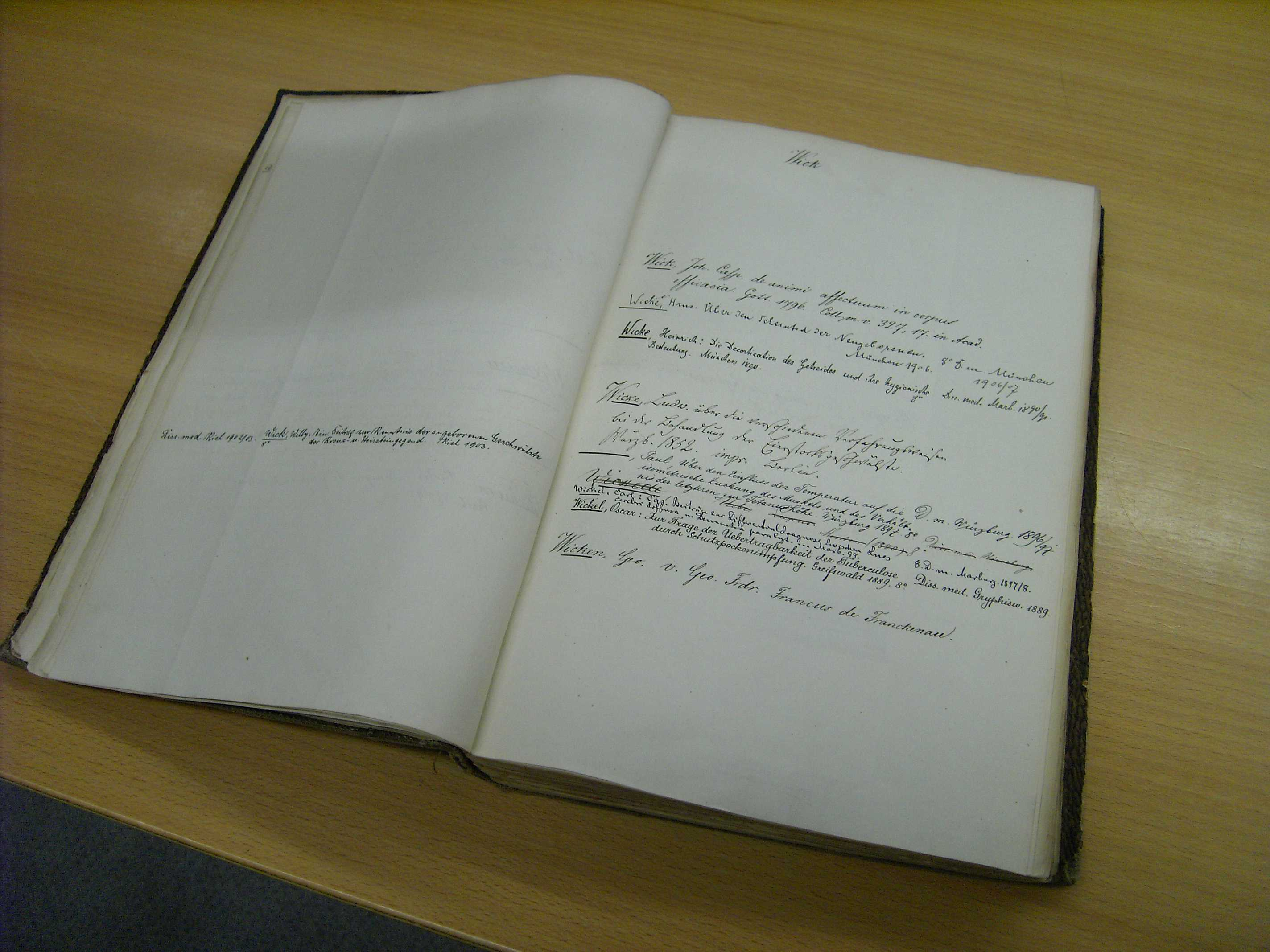
Handschriftliche Eintragungen von Büchern in einen alten Bandkatalog

Die Katalogisierung oder Erschließung ist ein Arbeitsvorgang in Bibliotheken, bei dem Medien in den Bibliothekskatalog eingetragen werden. Dabei legt der Katalogisierer für jedes Medium ein – heute elektronisches – Katalogisat an.
Im Arbeitsablauf von Bibliotheken folgt die Katalogisierung auf die bibliothekarische Erwerbung. Nach der Katalogisierung können die verzeichneten Medien in den Bibliotheksbestand einsortiert werden.
Im Bibliothekswesen umfasst die Katalogisierung die Formalerschließung und die Sacherschließung. Bei der Formalerschließung werden nur Daten (wie Erscheinungsjahr, Name des Autors, Buchtitel usw.) der Medien in den Bibliothekskatalog eingetragen. Bei der Sacherschließung werden Informationen zum Inhalt und den in der Publikationen behandelten Themen erfasst. Je nach Größe der Bibliothek werden die Formal- und Sacherschließung vom selben oder von unterschiedlichen Mitarbeitern durchgeführt.

## Beschreibung
Die Katalogisierung erfolgt heute mit Computern. Katalogisate können entweder mithilfe von fremden Katalogisaten sowie anderen Hilfsmitteln erstellt werden oder – was weitaus häufiger vorkommt – mit den am Computerarbeitsplatz direkt vorliegenden Medien (bibliothekarische Autopsie). Im Fall einer Autopsie muss der Katalogisierer die Medien zunächst aus anderen Abteilungen abholen. Um Medien in den elektronischen Bibliothekskatalog einzutragen, wird spezialisierte Bibliothekssoftware verwendet. Der Katalogisierer öffnet an seinem PC zunächst die Bibliothekssoftware und danach das dort meist vorhandene Katalogisierungsmodul. Nun werden die zu erfassenden Daten aus den Medien herausgesucht und in die entsprechenden Felder des Katalogisierungsmoduls eingetippt. Welche Daten aufgenommen werden, an welcher Stelle diese Daten eingetragen werden und wie diese Daten eingetragen werden (eins zu eins oder in abgewandelter Form) ist in bibliothekarischen Regelwerken genau festgelegt. In vielen Fällen ist das vorliegende Medium bereits von anderen Bibliotheken katalogisiert worden. Bereits existierende Katalogisate können als Hilfsmittel genutzt und oft gleich mittels der Bibliothekssoftware gefunden und ganz oder teilweise übernommen werden. Sind alle Daten erfasst, speichert man die Eingaben, die die Bibliothekssoftware daraufhin in der ausgewählten Datenbank ablegt. Je nach Größe der Bibliothek kann es sein, dass eine Person alle Daten eines Mediums erfasst oder dass spezialisierte Mitarbeiter nur einen bestimmten Teil der Daten erfassen und die Medien anschließend an weitere Katalogisierer weitergeben. Wenn alle Daten erfasst sind, verlassen die Medien die Katalogisierungsabteilung.

## Arten

### Formalerschließung
Bei der Formalerschließung werden die Daten der betreffenden Publikation im Bibliothekskatalog verzeichnet. Bei schriftlichen Werken handelt es sich dabei um bibliographische Daten wie das Erscheinungsjahr (etwa „1974“) oder den Namen des Autors (etwa „Franz Innerhofer“).

### Sacherschließung
Bei der Sacherschließung werden Informationen zum Inhalt und den behandelten Themen der betreffenden Publikation zusammengestellt und in den Katalog eingetragen. Handelt etwa ein Buch vom Einfluss von Stress auf den Schlaf eines Kindes, so kann dieses Buch unter den Schlagwörtern „Kind“, „Schlaf“ und „Stress“ in den Katalog eingetragen und vom Bibliotheksbenutzer unter diesen Schlagwörtern aufgefunden werden.

### Retrokatalogisierung
Von Retrokatalogisierung spricht man, wenn nicht die Neuerwerbungen, sondern ältere Bestände der Bibliothek nachträglich katalogisiert werden, die im aktuellen Katalog noch nicht verzeichnet sind.

## Geschichte
Bereits in der Antike haben Bibliothekare Schriften in Bibliothekskatalogen erfasst. Vor der elektronischen Katalogisierung mithilfe des Computers wurden die Katalogisate zunächst in leere Bücher eingetragen und später auf dazu hergestellten Katalogkarten verzeichnet. 